# Прокофьев, Евгений Прохорович
Евгений Прохорович Прокофьев (род. 1929) — советский токарь, Герой Социалистического Труда (1974).

## Биография
Евгений Прохорович Прокофьев родился 1 сентября 1929 года в городе Вязьма (ныне — Смоленская область). Отец — рабочий, погиб на фронтах Великой Отечественной войны. С 1943 года проживал в Москве. В 1945 году окончил там ремесленное училище № 19, после чего в течение двух лет работал токарем на Московском станкостроительном заводе имени С. Орджоникидзе. В 1947—1950 годах участвовал в строительстве Тбилисского локомотивно-ремонтного завода. В 1950—1954 годах проходил срочную службу в Советской Армии.
Демобилизовавшись, Прокофьев вернулся в Москву и устроился токарем на Московский машиностроительный завод «Знамя революции» Министерства авиационной промышленности СССР, проработал на этой должности в общей сложности 24 года. Являлся передовиком производства, неизменно показывая высокие результаты в труде.
Указом Президиума Верховного Совета СССР от 16 января 1974 года за «выдающиеся успехи в выполнении и перевыполнении планов 1973 года и принятых социалистических обязательств» Евгений Прохорович Прокофьев был удостоен высокого звания Героя Социалистического Труда с вручением ордена Ленина и медали «Серп и Молот».
В 1976 году Прокофьев заочно окончил Высшую партийную школу при ЦК КПСС. В 1978—1990 годах работал заместителем начальника отдела труда и заработной платы своего завода. Избирался делегатом XXV съезда КПСС. В настоящее время находится на пенсии, проживает в Москве.
Награждён двумя орденами Ленина и рядом медалей.